# せとうちパレット930
せとうちパレット930（せとうちぱれっと930）は、テレビせとうちが制作・放送していたニュース・地域経済情報番組。2010年4月1日より放送開始。略称は「せとパレ」。

## 概要
番組タイトルの由来は、放送エリアである岡山・香川両地域せとうちに、さまざまな話題をパレットという板に乗せて、朝9時30分（930）に生放送することから名づけられている。地元の最新ニュースを始め、曜日ごとにテーマを決めていて、企業のトップ（経営者）にインタビューしたり、地域の出来事、医療に関する情報、新商品の紹介等している。
この番組を立ち上げるにあたって、人員を集中させるため『せとうち Life&Biz』、『TSCサタデーナウ』、『ザニュースTSC』の自社制作の3番組を終了させている（『せとうち～』は2009年12月で終了、後者2番組は3月末までに終了）。当番組はこれら3番組を統廃合させたものである。
このため17時台のローカルニュース枠は廃枠となった。後継枠は『NEWS FINE』のフルネット（かつては放送されなかった、全国枠終了後の関東ローカル部分を含める形となる）し、残りはテレショップやミニ番組となる。ニュースは21:54からのTSCニュースまでない（かつては15:30に放送されていたが現在は「得ナウ」となっている）。
地上アナログ放送では16:9レターボックスサイズで放送されている。
なお、当初の番宣CMのBGMにはかつて同局で放送されたアニメ「新世紀エヴァンゲリオン」の次回予告で使用されたものと同じものを使用していた。
2012年3月30日で終了。当番組の後継となる『TSCサタデーパレット』が4月7日から、ニュース部分は『news5』として4月2日からそれぞれ開始（TSC週間番組表より。一部テレビ誌では『サタデーパレット930』となっている）。

## 出演者
キャスター （2010年7月1日より）
- 森田恵子 （フリーアナウンサー） - 2010年4月より担当
- 西野友子 （TSCアナウンサー） - 2010年4月より担当
- 舩岳美希 （フリーアナウンサー） - 2010年4月より担当
- 浅井批文 （TSCアナウンサー） - 2010年7月より担当
- 木村英樹 （TSC報道部記者） - 2010年4月より担当

レポーター
- 中島有香 （TSCアナウンサー） - 2011年4月から担当

歴代キャスター
| 年代     | 月曜日                 | 火曜日   | 水曜日   | 木曜日   | 金曜日   |
| -------- | ---------------------- | -------- | -------- | -------- | -------- |
| 2010.4-  | 森田恵子               | 森田恵子 | 中島千晶 | 中島千晶 | 中島千晶 |
| 2010.4-  | 西野友子               | 西野友子 | 舩岳美希 | 舩岳美希 | 西野友子 |
| 2010.4-  | 木村英樹               |          |          |          |          |
| 2010.7-  | 森田恵子               | 森田恵子 | 西野友子 | 西野友子 | 西野友子 |
| 2010.7-  | 浅井批文               | 浅井批文 | 舩岳美希 | 舩岳美希 | 舩岳美希 |
| 2010.7-  | 木村英樹               |          |          |          |          |
| 2010.10- | 森田恵子               | 森田恵子 | 西野友子 | 西野友子 | 浅井批文 |
| 2010.10- | 木村英樹               |          |          |          |          |
| 2010.10- | 舩岳美希（レポーター） |          |          |          |          |

## コーナー
（2010年10月現在）
- 毎日 － ローカルニュース、天気
- 月曜 － 暮らしウォッチ
- 火曜 － トップ登場
- 水曜 － こちらパレット調査隊、はつらつライフ
- 木曜 － ニューフェース
- 金曜 － 女子道場、記者リポート